# Mosticz
Mosticz (bułg. Мостич) – wieś w Bułgarii, w obwodzie Szumen, w gminie Weliki Presław. W 2024 roku liczyła 320 mieszkańców.